# Sunday Emmanuel (football)
Pour les articles homonymes, voir Sunday Emmanuel et Sani Emmanuel.
Sunday Emmanuel, né le 25 février 1992 à Abuja au Nigeria, est un footballeur nigérian qui joue au poste d'attaquant au Lincoln Red Imps dans le championnat gibraltarien.